# Sân bay Bario
Sân bay Bario (IATA: BBN, ICAO: WBGZ) là một sân bay tại Bario, một thị xã ở bang Sarawak thuộc Malaysia.

## Các hãng hàng không và các tuyến điểm
- Malaysia Airlines[3]
  - MASwings (Bakelalan, Marudi, Miri)